# Murray Dowey
Murray Albert Dowey (Toronto, 3 gennaio 1926 – Toronto, 26 maggio 2021) è stato un hockeista su ghiaccio canadese.
Ha vinto la medaglia d'oro olimpica alle Olimpiadi invernali 1948 svoltesi a St. Moritz (Svizzera), conquistando con la sua nazionale il torneo di hockey su ghiaccio.